# Luis Mandoki

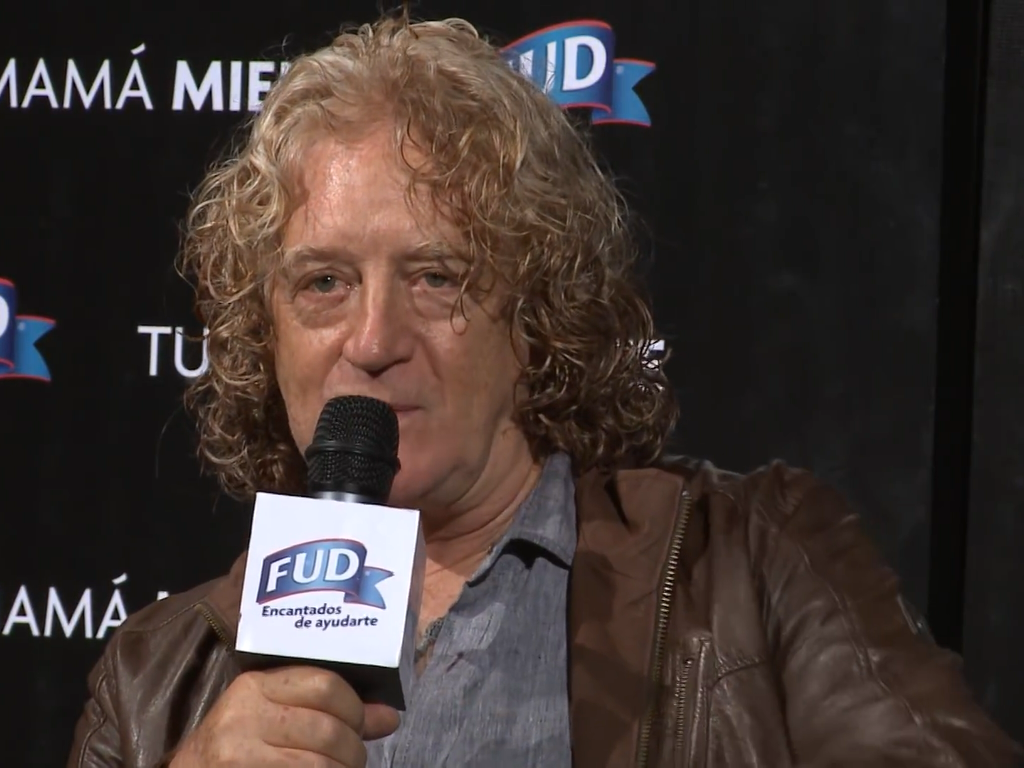
Luis Mandoki em 2016.

Luis Mandoki (1954, Cidade do México) é um diretor de cinema que realiza filmes tanto no México quanto em Hollywood.

## Prêmios

### Prêmio Ariel em 1980
- Melhor diretor pelo filme El secreto[2]

## Filmografia
- Quién es el Sr. López? (2006) (TV)
- The Winged Boy (2006)
- One More Day for Hiroshima (2005)
- Amapola (2005)
- Voces inocentes (2004)
- The Edge (2003)
- Trapped (2002)
- Angel Eyes (2001)
- Amazing Grace (2000)
- Message in a Bottle (1999)
- When a Man Loves a Woman (1994)
- Born Yesterday (1993)
- White Palace (1990)
- The Edge (TV, 1989)
- Gaby: A True Story (1987)
- Motel (1984)
- Papaloapan (1982)
- El secreto (1980)
- Campeche, un estado de ánimo (1980)
- Mundo mágico (1980)